# الفساد في تركيا
الفساد في تركيا هو قضية تؤثر على انضمام تركيا إلى الاتحاد الأوروبي. يسجل مؤشر مدركات الفساد التابع لمنظمة الشفافية الدولية 180 دولة وفقًا لمستوى الفساد المتصور في القطاع العام على مقياس من 0 (فاسد جدًا) إلى 100 (صادق جدًا). منذ أن تم تقديم المقياس الحالي في عام 2012، انخفضت درجة تركيا من أعلى درجة لها وهي 50 (2013) إلى أدنى درجة لها وهي 36 (2022). عندما تم تصنيف 180 دولة في المؤشر حسب درجاتها (مع تصنيف الدولة الأكثر صدقًا في المرتبة الأولى)، احتلت تركيا المرتبة 101 في عام 2022.